# Bernd Klingner
Bernd Klingner (* 28. Januar 1940 in Oberlichtenau bei Chemnitz) ist ein ehemaliger deutscher Sportschütze.
Klingner begann als 13-Jähriger unter der Anleitung seines Vaters mit dem Schießsport in Bremervörde und nahm bereits zwei Jahre später an der Europameisterschaft in Bukarest teil. 1959 wurde Klingner erstmals Europameister mit dem Kleinkalibergewehr und nahm im Jahr darauf an den Olympischen Sommerspielen in Rom 1960 teil, wo er den 19. Platz belegen konnte. In Mexiko 1968 wurde Klingner Olympiasieger in der Disziplin Kleinkaliber Dreistellungskampf mit 1157 Ringen.
Vier Jahre später bei den Olympischen Spielen 1972 in München konnte er dem hohen Erwartungsdruck nicht standhalten und wurde mit 1141 Ringen 16. Für Montreal 1976 wollte er sich erneut qualifizieren, scheiterte jedoch knapp an Gottfried Kustermann und Werner Seibold. Seine Wettkampfkarriere beendete Klingner 1978. Seit Anfang der 1970er Jahre betreibt der gelernte Kaufmann einen Versandhandel für Sportwaffen und Zubehör. Er ist Verfasser mehrerer Lehrbücher für den Schießsport, die zum Teil auch in andere Sprachen übersetzt wurden.